# Zespół dworski w Kamieńcu
Zespół dworski w Kamieńcu – zespół dworski pochodzący z XIX wieku znajdujący się we wsi Kamieniec.
Sam dwór jest zbudowany na planie litery T, został wymurowany z cegły ceramicznej oraz otynkowany. Posiada piwnicę oraz werandę – od strony zachodniej. Ze strony południowej dworu znajduje się zauważalne wzniesienie, będące pozostałością po spalonej części obiektu.
Całość zespołu dworskiego w 1981 roku została wpisana do rejestru zabytków pod numerem A-292.

## Historia budynku
Dwór i oficyna z tego zespołu pełniąca od 1927 roku funkcję szkoły powszechnej, zostały wzniesione na przełomie XIX/XX w. Pierwszym właścicielem majątku w roku 1888 był Ignacy Narewski.
Majątek podczas zaborów był własnością gen. Popowa. Po uzyskaniu przez Polskę niepodległości, folwark przeszedł na własność generała Trojanowskiego. Od niego majątek odkupił Karol Miedziński, do momentu zakończenia II wojny światowej pozostawał w posiadaniu rodziny ministra skarbu Romualda Miedzińskiego.
W roku 1947 miał miejsce pożar, który był powodem rozebrania południowej części budynku. Po tym wydarzeniu w dworze zamieszkiwał już tylko Antoni Migdalski, będący zięciem Karola Miedzińskiego, zmarły około roku 1970.

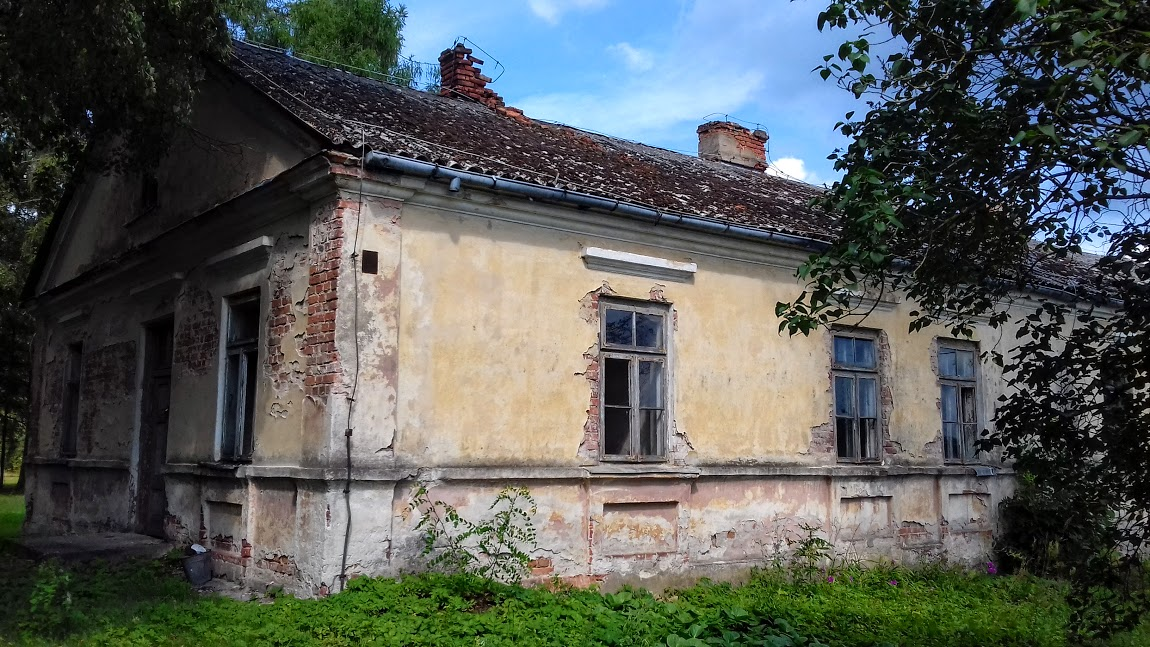
Oficyna

## Elementy zespołu
- częściowo murowany dwór
- oficyna, później pełniąca funkcję szkoły
- park krajobrazowy drzewostanu liściastego z aleją świerkową z drugiej poł. XIX wieku[3][4].